# H´Hen Niê
H'Hen Niê (pronunciado [ həːhɛnnie ]  hə - HEN - nee - EH; nascido em 15 de maio de 1992) é uma modelo vietnamita e titular de concurso de beleza de  o grupo de minoria étnica  Rade, que foi coroado Miss Universo Vietnã após vencer  Miss Universo Vietnã 2018.  Ela representou o Vietnã no Miss Universo 2018 e terminou no Top 5. Ela foi a primeira participante do Miss Universo do Vietnã a pertencer a uma minoria étnica.

## Biografia
H'Hen Niê nasceu em Đắk Lắk, filha de Y'Krin Êban e H'Ngơn Niê. Ela é de origem Rade e fala a língua rade - uma língua chamica - como língua materna. Niê não aprendeu o idioma vietnamita até a oitava série. H'Hen é a terceira mais velha de seis filhos e, durante sua juventude, trabalhou em uma fazenda de café para ajudar sua família. Os costumes matrilineares do povo Rade significam que, tradicionalmente, as mulheres Rade tendem a se casar e iniciar uma família muito jovens. No entanto, H'Hen decidiu quebrar essa tradição e continou seus estudos durante o ensino médio.
Depois de se formar no ensino médio, H'Hen estudou um ano no Nha Trang National Ethnic Community College antes de se mudar para a Cidade de Ho Chi Minh para estudar finanças corporativas no College of Foreign Economic Relations. Ela trabalhou como empregada doméstica por um ano para pagar as contas enquanto estava na faculdade. Quando H'Hen estava trabalhando como estagiária em um banco, ela começou a considerar seguir uma carreira como modelo. Em 2014, logo após se formar na faculdade, ela foi descoberta por Đỗ Mạnh Cường enquanto tentava iniciar uma carreira de modelo. Conforme ela ganhou interesse e fama na indústria, ela fez o teste para a 6ª temporada da Vietnam's Next Top Model em 2015, onde se tornou finalista e ficou em nono lugar na competição.